# TE-95
El TE-95 (Tren Eléctrico 1995) es el tercer modelo de tren que empezó a operar en el Tren ligero de la Ciudad de México.

## Historia
Con las fallas de los TLM (Tren Ligero Moyada) dentro del sistema de tren ligero, se entregó un modelo nuevo de tren ligero, llamado TE-95. Tras la llegada y puesto en servicio de estos trenes, los trenes TLM salieron de circulación definitivamente.
Estos trenes son idénticos a los TE-90, en cuanto al esquema de pintura y características técnicas se refiere, además de que sus fabricantes son los mismos (Concarril, Bombardier y Siemens).
En 2008 y 2014 un nuevo modelo de tren fue entregado, el TE-06 y TE-12 se unió a los trenes ya existentes en el sistema de tren ligero. También estuvo a punto para ser de SITEUR (TEG-90 de Bombardier (antes Concarril) y Siemens).